# Герб Кезького району
Герб Кезького району є одним з офіційних символів муніципального утворення Кезький район Удмуртії, Росія.

## Опис
Герб являє собою прямокутний щит, який утворений п'ятьма кольорами. По контуру щита проходить чорна рамка. Верхня частина герба з восьмикутним солярним знаком в центрі означає, що район є невід'ємною частиною Удмуртії. Колосками зерна виражена родючість землі, працелюбство та багатство душі її працівників. Нижня частина схематично показує витоки річки Кама, яка бере початок на території району. Тут же знаходиться і найвища точка республіки, на Верхньокамській височині. Вона зображена у вигляді пагорба. Промені сонця вказують на географічні простори, вони символізують багатий хвойними лісами край, а також економічний розвиток району. В середній частині щита великими літерами написана назва району.
Кольори герба:
- чорний — символ землі та стабільності
- червоний — сонце, символ життя
- білий — космос та чистота традицій
- жовтий — родючість, працелюбство
- світло-синій — віра та надія у світле майбутнє